# Desigualdad de Hölder
En análisis matemático la desigualdad de Hölder, llamada así debido a Otto Hölder, es una desigualdad fundamental entre integrales y una herramienta indispensable para el estudio de los espacios Lp.
Sea (S, Σ, μ) un espacio de medida y sea 1 ≤ p, q ≤ ∞ con 1/p + 1/q = 1. Entonces, para toda función medible de valores reales o complejos f y g sobre  S, se tiene que
{\displaystyle \|fg\|_{1}\leq \|f\|_{p}\|g\|_{q}.}
Los números p y q expresados arriba se dice que son conjugados de Hölder uno del otro. El caso especial p = q = 2 se reduce a la conocida desigualdad de Cauchy-Schwarz.
La desigualdad de Hölder se cumple incluso si 
||fg ||1 es infinita, siendo para el miembro derecho de la desigualdad infinito en ese caso. En particular, si f está en Lp(μ) y g está en Lq(μ), entonces fg está en L1(μ).
Para 1 < p, q < ∞, f ∈ Lp(μ) y g ∈ Lq(μ), la desigualdad de Hölder se convertirá en una igualdad si y sólo si |f |p y |g |q son linealmente dependientes en L1(μ), lo que significa que existen dos números reales α, β ≥ 0, siendo alguno de ellos distinto de 0, tales que α |f |p = 
β |g |q μ-casi en todas partes.
La desigualdad de Hölder es usada para demostrar la desigualdad de Minkowski, la cual es una generalización de la desigualdad triangular en el espacio Lp(μ), y también para establecer que Lq(μ) es el espacio dual de Lp(μ) para 1 ≤ p < ∞.
La desigualdad de Hölder fue descubierta por primera vez por Rogers (1888), y descubierta independientemente por Hölder (1889).